# Jewhenij Napnenko
Jewhenij Ołehowycz Napnenko, ukr. Євгеній Олегович Напненко (ur. 27 maja 1988 w Kijowie, Ukraińska SRR) – ukraiński hokeista, reprezentant Ukrainy.

## Kariera
- Politechnik Kijów (2004-2005)
- Sokił Kijów 2 (2005-2006)
- HK Kijów (2006)
- Sokił Kijów (2006-2007)
- Sokijł Kijów 2 (2007-2009)
- DHK Latgale (2009-2010)
- HK Ałmaty (2010)
- Kompańjon Kijów (2010-2011)
- Donbas Donieck 2 (2011-2013)
- Biłyj Bars Biała Cerkiew (2013-2014)
- Naprzód Janów (2014-2015)
- Donbas Donieck (2015-2016)
- Wytiaź Charków (2016)
- Generals Kijów (2016-2017)
- Narmanspor Kulübü (2017-2018)

Od września 2014 do końca sezonu Polska Hokej Liga (2014/2015) zawodnik Naprzodu Janów. Od lipca 2015 ponownie zawodnik Donbasu. Od września 2016 zawodnik Wytiazia Charków. Pod koniec grudnia 2016 przeszedł do Generals Kijów i tam dokończył sezon.
W barwach Ukrainy uczestniczył w turniejach mistrzostw świata juniorów do lat 18 w 2006 (Dywizja I), mistrzostw świata juniorów do lat 20 2006, 2007, 2008 (Dywizja I), mistrzostw świata 2013, 2015 (Dywizja I), hokeja mężczyzn na Zimowej Uniwersjadzie 2013.

## Sukcesy
Reprezentacyjne
- Awans do MŚ Dywizji I Grupy A: 2013

Klubowe
- Brązowy medal mistrzostw Ukrainy: 2011 z Kompańjonem Kijów
- Złoty medal mistrzostw Ukrainy: 2012, 2013 z Donbasem 2 Donieck, 2016 z Donbasem Donieck
- Srebrny medal mistrzostw Ukrainy: 2014 z Biłyjem Barsem Biała Cerkiew

Indywidualne
- Mistrzostwa Świata Juniorów w Hokeju na Lodzie 2007/I Dywizja#Grupa A:
  - Drugie miejsce w klasyfikacji skuteczności interwencji w turnieju: 83,94%[7]
  - Drugie miejsce w klasyfikacji średniej goli straconych na mecz w turnieju: 1,80
  - Najlepszy bramkarz turnieju[8]
- Mistrzostwa Świata Juniorów w Hokeju na Lodzie 2008/I Dywizja#Grupa A:
  - Trzecie miejsce w klasyfikacji skuteczności interwencji w turnieju: 88,46%[9]
  - Trzecie miejsce w klasyfikacji średniej goli straconych na mecz w turnieju: 3,77
  - Najlepszy bramkarz sezonu[10]
  - Skład gwiazd sezonuf>